# Kingman-zátony
A Kingman-zátony egy 1 km2-es trópusi szirt a Csendes-óceán északi részén, nagyjából félúton Hawaii és Amerikai Szamoa között. A világ legkisebb függő területe.
A területnek csak neve zátony, valójában sziget. Zátonynak a korabeli hajósok nevezték el, s a hibás terminológia rajta ragadt. Kingman területe alig néhány négyzetméter, ez az a terület, mely dagály esetében is a vízszint felett van. Apály idején viszont Kingman egy 70 km2-es területet körbevevő atoll.